# Tewe (langue)
Pour les articles homonymes, voir Tewe.
Le tewe (ciutee ou chiute, ciute, teve) est une langue bantoue du groupe shona parlée au Mozambique par les Watewe (aussi appelé Vateve ou Wateve).
Le nombre de locuteurs était estimé à 250 000 en 2010,.
Elle est parfois considérée comme un dialecte du manyika.